# Guy d'Arces
Pour les articles homonymes, voir Arces.
Guy d'Arces, baron de Livarot, ou Livarot, fils de Jean d'Arces et de Jeanne de Maugiron (1555-1581), fut un des mignons du roi Henri III.

## Biographie

### Origines
La date de naissance de Gui ou Guy d'Arces n'est pas connue. Il est issu d'une branche du ancien lignage d'Arces, originaire du Dauphiné et installée en Normandie,. Il est le fils de Jean d'Arces († 1590), baron de Livarot, gentilhomme de la chambre du Roi, chevalier de son Ordre,. Son grand-père Antoine (en), dit le Chevalier blanc, épouse Françoise de Ferrières qui lui apporte la baronnie de Livarot en Normandie.

### Carrière
Il commence sa carrière militaire dès 1573 à l'âge de dix-huit ans comme guidon de la compagnie de gendarmes de son oncle Laurent de Maugiron. Dès 1574, il entre dans le second groupe de faveur du roi Henri III, au même titre qu'Entraguet, Caylus, Saint-Mégrin, Maugiron, Saint-Sulpice ou d'O. En 1578, il est guidon de la compagnie de cent hommes d'armes et capitaine de chevau-légers.
Il est l'un des six duellistes au duel des Mignons de 1578, aux côtés de Caylus et de Maugiron. Blessé à la tête, il en réchappe.
En 1580, il sert dans la région de Valence et de Vienne d'adjoint à son oncle Laurent de Maugiron que le roi a nommé lieutenant-général pour fédérer les autorités catholiques locales. Il est agent de liaison également entre le roi, l'archevêque de Lyon et Epinac. Il obtient le commandement de dix compagnies de 200 hommes de pied avec le titre de maître de camp, titre qu'il conserve jusqu'à sa mort. En 1580, il rejoint l'armée du duc de Mayenne pour mettre le siège devant La Mure.
Il est tué, l'année suivante, le 2 mai 1581 en duel, à Blois, par le fils du marquis de Pienne, Antoine de Hallwin-Maignelais, qui est lui-même tué traitreusement le 4 mai 1581 par le laquais de Livarot.